# Olmos
Olmos is een plaats (freguesia) in de Portugese gemeente Macedo de Cavaleiros en telt 247 inwoners (2001).